# ビュイック・エクセル
エクセル (英語：EXCELLE、中国語：凱越または英朗)は、上海GMがビュイックブランドで製造・販売している小型車である。

## 初代 (2003年 - 2016年)
2003年4月の上海モーターショーで発表。GM大宇（現：韓国GM）が開発したシボレー・オプトラのリバッジであり、外観上の相違点はエンブレムとグリル程度に留まった。当初はセダンのみがラインナップされ、後にワゴンとハッチバック（エクセルHRV）も加わった。
エンジンは直4 1.6Lと直4 1.8Lがラインナップされ、トランスミッションは5速MTと4速ATが用意された。
2008年4月にはセダンのフェイスリフトが行われ、新デザインのフロントフェイスとリアエンド、それに上級化されたインテリアが与えられた。エンジンは1.8Lがカタログから落とされて1.6Lのみの設定となった。
エクセルは2011年の中国市場でのベストセラーである。

### 台湾仕様

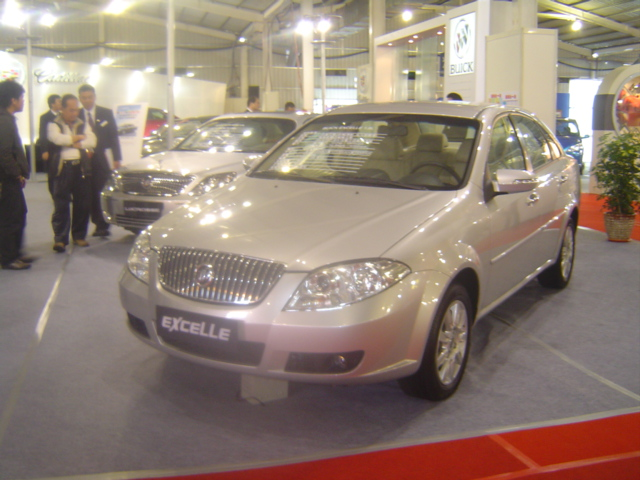
台湾仕様車

2006年末に裕隆GM（裕隆汽車とGMの合弁）がエクセルセダンを発売開始した。この台湾仕様車は裕隆集団の慶齢R&Dセンターにて開発が行われ、大幅な内外装の変更を受けている。しかしながら販売は振るわなかったことから、上海GMは裕隆開発モデルを導入せずに汎亜汽車技術センター (PATAC) で中国仕様車の独自開発を決断したとされている。なお、裕隆GMは2011年内にGM車の在庫販売を終了し、全ディーラーを閉鎖している。

## 2代目 (2018年 - 2023年)
2018年6月、発売を開始した。